# Kabacan, Cotabato

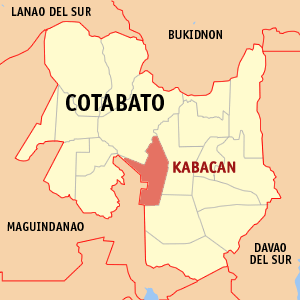
Bản đồ của Cotabato với vị trí của Kabacan

Kabacan là một đô thị hạng 2 ở tỉnh Cotabato, Philippines. Theo điều tra dân số năm 2000, đô thị này có dân số 61.998 người trong 12.663 hộ.

## Các đơn vị hành chính
Kabacan được chia thành 24 barangay.
| - Aringay - Bangilan - Bannawag - Buluan - Cuyapon - Dagupan - Katidtuan - Kayaga - Kilagasan - Magatos - Malamote - Malanduague | - Nanga-an - Osias - Paatan Lower - Paatan Upper - Pedtad - Pisan - Poblacion - Salapungan - Sanggadong - Simbuhay - Simone - Tamped |